# Norma Ray
Pour les articles homonymes, voir Ray.
 (janvier 2020).
Sylvie N'Doumbé, dite Norma Ray, est une auteure-compositrice-interprète, française, née le 21 mars 1970 à Saint-Étienne.

## Biographie
Sylvie N'Doumbé est la fille de Frédéric N'Doumbé, joueur de football camerounais ayant joué à l'Association sportive de Saint-Étienne.
Bercée dans un univers musical depuis son plus jeune âge, elle commence à se passionner dès l'âge de dix ans pour la guitare dont elle compose ses premières mélodies. Avec sa famille, elle voyage dans beaucoup de pays : l'Italie, l'Angleterre, le Cameroun (la terre natale de son père) ou encore les États-Unis.
Plus tard, elle s'inscrit à l'American School Of Music Modern à Paris, école réputée pour ses enseignements artistiques où pendant 4 ans, elle étudie la technique musicale, le piano, l'harmonie et la composition. Elle en sort diplômée de sa promotion en 1992.
Pour compléter sa formation, elle prend des cours de théâtre, obtient un rôle dans un épisode de la série Les Compagnons de l'aventure (sur TF1), et en écrit la chanson principale. Elle décroche aussi quelques apparitions dans des publicités de grandes marques telles que : Reebok, Coca-Cola, Barbie ou encore Hollywood Chewing Gum.
En parallèle, elle suit les cours de danse de Rick Odums, Gerard Wilson, Corrine Lanselle ou encore du chorégraphe Jaime Rogers, qui joua dans le film West Side Story et fut connu pour son travail sur la série Fame. 
Elle est aussi choisie en tant que mannequin pour des couturiers italiens, monégasques et autrichiens.
Elle se lance alors dans une carrière solo en 1992, en publiant le single If it's love, chanson du genre eurodance qu'elle interprète en anglais. La même année, elle intervient en tant que choriste sur l'opus Utile de Julien Clerc , puis est choisie pour doubler les chansons francophones du film Sister Act.
En 1993, elle sort le single I Believe in You.
1994 : elle sort deux singles : Crazy About You et I need love, puis est choisie par Walt Disney Pictures pour doubler et interpréter plusieurs chansons du long métrage d'animation à succès : Le Roi lion[réf. nécessaire].
Elle publie en 1995, le single Ready to go.
En début d'année 1996, elle renouvelle l'expérience de choriste pour La Soirée des Enfoirés 1996.
En 1997, elle prête sa voix au personnage de Clio dans le film d'animation à succès Hercule de Walt Disney Pictures, dont elle interprète aussi la majorité des chansons.
Elle poursuit en 1998 avec le doublage du Le Roi lion 2 de Walt Disney Pictures[réf. nécessaire] et sort le single Remember.
Entretemps, elle délaisse les chansons du genre eurodance interprétées en anglais qui l'ont fait débuter pour un style émergeant de l'époque : le R&B français, puis avec l'aide de Jean Fredenucci, coécrit et coproduit la chanson Tous les maux d'amour. Le titre sort le 26 janvier 1999 et s'érige à la 8e place du classement français, ce qui la révèlera au grand public.
La même année, un second single Emporte-moi, sort le 14 septembre 1999 et atteint la 67e place des classements.
De par ces succès, elle publie donc un premier album. Celui-ci, Poussières d'étoiles, sort le 11 janvier 2000. Il est aussi accompagné du single du même nom. Il est un succès ; quant au single, il atteint la 65e meilleure place dans les classements musicaux français.
Le 26 mai 2000, elle propose le single Symphonie, qui s'érige à la 63e place du top et qui clôture par la même occasion la promotion de l'album.
De par le succès du single  Tous les maux d'amour, le titre est adapté en anglais par Cathy Denis et Andrew Todd  sous le nom Natural, qui sera interprété par le groupe S Club 7. Cette adaptation sort en single, devient un hit mondial en atteignant la 3e place au Royaume-Uni et le 2d rang en Belgique.
Le 3 décembre 2001, elle sort Si tu veux de moi, en featuring Dyna Max.
En 2002, elle réalise les chœurs du single à succès I Say A Litlle Prayer de Karine Costa.
En 2003, elle obtient un rôle en tant que doublage pour le film d'animation Frère des ours de Walt Disney Pictures.
Elle développe un nouveau projet musical avec Thomas Foyer, producteur et multi-instrumentiste, installé a New York et forment en 2004, le duo Angelux. Ensemble ils co-écrivent et co-produisent des titres dont le genre prédominant est la Dance/Electro.
De cette collaboration, sort un mini-album de 9 titres dénommé For Your Love, comprenant les titres For Your Love qui est inclus dans les films Walking Dreams, Don't Wanna Feel Lonely, pour le film The Women en 2009, It's Not Right dans American Shopper en 2007, Come Into My Life pour le téléfilm Mort En Beauté (Killer Hair) en 2009. Quant aux titres It's Not Right et One In A Million, ils illustrent la série télévisée La Force du destin (All My Children) [source insuffisante].
Elle apparait en 2005 en tant que voix additionnelle pour le film d'animation : Kuzco 2 de Walt Disney Pictures.
La même année elle rejoint l’équipe de FG DJ Radio à l’initiative d’Hakimakli, le directeur artistique et d’Antoine Baduel, chargé du Développement Artistique de FG Music Dévelopment et collabore avec Hakimakli au sein d’une cellule de Radio FG, destinée à faire émerger les jeunes talents qu’il s’agisse de producteurs, remixeurs, interprètes ou chanteurs[réf. nécessaire]. 
En 2006, elle participe au doublage des voix pour le film d'animation Frère des ours 2 de Walt Disney Pictures.
En 2009, elle interprète les chœurs des chansons françaises du film d'animation à succès La Princesse et la Grenouille.
En 2011, elle interprète les chœurs des chansons françaises du film d'animation à succès Rio.
Le 24 juin 2013, elle publie le titre Sacred Diamond sur son myspace personnel[pertinence contestée], qui sera annonciateur d'un futur album de relaxation guidées prénommé Ray Of Light[réf. souhaitée].
De 2012 à 2013, elle continue ses études musicales au Berklee College of Music à Boston, et obtient un diplôme de "Vocal Styles"[réf. nécessaire] .
En 2014, elle reçoit une bourse d'études du Berklee College of Music, qui récompense les élèves d'exceptions[réf. nécessaire], et en 2016 elle obtient un "Master in Writing & Music Production" (Écriture et Production Musicale).
En 2014, elle participe en tant que choriste sur les chansons françaises du film d'animation à succès Rio 2 . 
En 2018, tout en travaillant sur divers projets musicaux[réf. nécessaire], elle prépare un "Bachelor of Professional Degree Program in Songwriting", au Berklee College Of Music[réf. nécessaire].

## Discographie

### Albums
- Poussières d'étoiles (2000)

### Singles
- If it's love (1992)
- I Believe in You (1993)
- Crazy About You (1994)
- I need love (1994)
- Ready to go (1995)
- Remember  (1998)
- Tous les maux d'amour (1999)
- Emporte-moi (1999)
- Poussières d'étoiles (2000)
- Symphonie (2000)
- Si tu veux de moi (2001)

## Doublage
- 1992 : Sister Act
- 1993 : Sister Act, acte 2
- 1994 : Le Roi lion
- 1997 : Hercule
- 1998 : Le Roi lion 2
- 2003 : Frère des ours
- 2005 : Kuzco 2
- 2006 : Frère des ours 2
- 2009 : La Princesse et la Grenouille
- 2011 : Rio
- 2014 : Rio 2